# Tadeusz Junak
Tadeusz Junak (ur. 1 lutego 1945 w Niukuzi k. Leningradu, zm. 2 grudnia 2009 w Opocznie) – polski reżyser i scenarzysta filmowy i telewizyjny. 
Realizował filmy dokumentalne, fabularne, telewizyjne, seriale, jak również spektakle Teatru Telewizji, teatralne, widowiska rozrywkowe oraz operetkę. Był laureatem wielu nagród filmowych i telewizyjnych.

## Wykształcenie i kariera
W 1966 r. ukończył filologię rosyjską na Uniwersytecie Jagiellońskim w Krakowie. W 1974 r. został absolwentem Wydziału Reżyserii Filmowej, Telewizyjnej i Teatralnej w PWSFTViT w Łodzi, gdzie od 2002 r. pełnił funkcję dyrektora i kierownika artystycznego Studia Teatru Telewizji.
W latach 1971–1974 realizował filmy eksperymentalne w ramach Warsztatu Formy Filmowej, którego był współzałożycielem. 
W latach 1974–2000 współpracował z Wytwórnią Filmów Oświatowych w Łodzi.

## Nagrody
- 1977 – wyróżnienie Ministra Obrony Narodowej za film Czysta chirurgia
- 1978 – nagroda Przewodniczącego Komitetu ds. Radia i Telewizji I stopnia za debiut reżyserski w filmie telewizyjnym
- 1978 – Złoty Szczupak na Festiwalu Polskiej Twórczości Telewizyjnej w Olsztynie za reżyserię Czystej chirurgii i widowiska teatralnego Obłomow
- 1980 – nagroda za debiut reżyserski za film Pałac
- 1981 – Złota Kamera w kategorii filmu fabularnego
- 1987 – Nagroda Przewodniczącego Komitetu ds. Radia i Telewizji za reżyserię spektaklu Teatru TV Gniazdo głuszcza
- 1989 – Złoty Ekran za reżyserię widowiska Teatru TV Dom, który zbudował Jonathan Swift

## Filmografia
- 1974 – Siedem stron świata
- 1975 – Szlakiem bezdomnych
- 1975 – Harmęże 2: Staszak Jan
- 1975 – Jeden z dwudziestu dwóch (film o Grzegorzu Lacie)
- 1976 – Próba ciśnienia
- 1977 – Czysta chirurgia
- 1978 – Podróż Luizy
- 1979 – Epizod
- 1980 – Pałac
- 1982 – Gry i zabawy
- 1983 – Ostrze na ostrze
- 1984 – Rycerze i rabusie
- 1997 – Portrety reżyserów filmowych (cykl filmów o następujących reżyserach: Grzegorz Królikiewicz, Wojciech Has, Marek Koterski, Julian Dziedzina, Andrzej Barański)

Zrealizował również cykle filmów Portrety operatorów filmowych oraz Portrety scenografów filmowych.